# Gölen (Bjurbäcks socken, Västergötland)
Gölen är en sjö i Mullsjö kommun i Västergötland och ingår i Göta älvs huvudavrinningsområde.